# Иллюзорная игра
Иллюзо́рная игра́ в ортодоксальной и некоторых других видах шахматной композиции — очевидные, бросающиеся в глаза варианты в начальной позиции шахматной задачи, которые меняются после вступительного хода решения. Затрудняет нахождение действительного решения (особенно, если иллюзорная игра усилена ложным следом). Наличие иллюзорной игры считается достоинством задачи. В современной двух- и трёхходовке велико значение тематической иллюзорной игры — на тему перемены игры, чередования ходов, перемены функций ходов, где она входит в содержания задачи. К иллюзорной игре предъявляются те же строгие требования экономичности средств, как и к тематическому ложному следу и действительному решению. 

Иллюзорная игра в кооперативных жанрах — существующая помимо основного решения более короткая фаза, в которой право вступительного хода принадлежит противоположной (по отношению к основному решению) стороне. 
 

В современной нотации при наличии тематической иллюзорной игры используется знак « * » после указания количества ходов. Например, « #2* » означает задачу на мат в 2 хода с тематической иллюзорной игрой.